# Dracula (TV-serie)
Dracula är en amerikansk-brittisk TV-serie, som började sändas den 25 oktober 2013 i USA på tv-kanalen NBC. Serien är skapad av Cole Haddon, och medverkande skådespelare är Jonathan Rhys Meyers och Jessica De Gouw.
10 maj 2014 blev det bestämt att det inte skulle bli någon till säsong.

## Rollista (i urval)
- Jonathan Rhys Meyers som Dracula/Alexander Grayson
- Jessica De Gouw
- Katie McGrath
- Nonso Anozie
- Victoria Smurfit
- Thomas Kretschmann